# José Craveirinha
José João Craveirinha ComIH (Lourenço Marques, 28 de maio de 1922 — Joanesburgo, 6 de fevereiro de 2003) é considerado o poeta maior de Moçambique. Em 1991, tornou-se o primeiro autor africano galardoado com o Prémio Camões, o mais importante prémio literário da língua portuguesa.

## Biografia
José Craveirinha nasceu no Xipamanine, em Lourenço Marques (atual Maputo), em 28 de maio de 1922, filho de pai algarvio (de Aljezur) e mãe ronga. Viveu com a mãe, pai e madrasta.
Estudou na escola «Primeiro de Janeiro», pertencente à Maçonaria.
Como jornalista, colaborou nos periódicos moçambicanos O Brado Africano, Notícias, Tribuna, Notícias da Tarde, Voz de Moçambique, Notícias da Beira, Diário de Moçambique e Voz Africana. Fez campanha contra o racismo no Notícias, onde trabalhava, tendo sido o primeiro jornalista oficialmente sindicalizado.[carece de fontes?]
Utilizou os seguintes pseudónimos: Mário Vieira, J.C., J. Cravo, José Cravo, Jesuíno Cravo e Abílio Cossa. Foi presidente da Associação Africana na década de 1950.
Esteve preso entre 1965 e 1969 por fazer parte de uma célula da 4.ª Região Político-Militar da Frelimo.
Foi o primeiro presidente da Mesa da Assembleia Geral da Associação dos Escritores Moçambicanos, entre 1982 e 1987. Em sua homenagem, a Associação dos Escritores Moçambicanos (AEMO), em parceria com a HCB (Hidroeléctrica de Cahora Bassa), instituiu em 2003, o Prémio José Craveirinha de Literatura.

## Autobiografia
«Nasci a primeira vez em 28 de Maio de 1922. Isto num domingo. Chamaram-me Sontinho, diminutivo de Sonto. Isto por parte da minha mãe, claro. Por parte do meu pai, fiquei José. Aonde? Na Av. Do Zihlahla, entre o Alto Maé e como quem vai para o Xipamanine. Bairros de quem? Bairros de pobres.
Nasci a segunda vez quando me fizeram descobrir que era mulato…
A seguir, fui nascendo à medida das circunstâncias impostas pelos outros.
Quando o meu pai foi de vez, tive outro pai: seu irmão.
E a partir de cada nascimento, eu tinha a felicidade de ver um problema a menos e um dilema a mais. Por isso, muito cedo, a terra natal em termos de Pátria e de opção. Quando a minha mãe foi de vez, outra mãe: Moçambique.
A opção por causa do meu pai branco e da minha mãe preta.
Nasci ainda outra vez no jornal O Brado Africano. No mesmo em que também nasceram Rui de Noronha e Noémia de Sousa.
Muito desporto marcou-me o corpo e o espírito. Esforço, competição, vitória e derrota, sacrifício até à exaustão. Temperado por tudo isso.
Talvez por causa do meu pai, mais agnóstico do que ateu. Talvez por causa do meu pai, encontrando no Amor a sublimação de tudo. Mesmo da Pátria. Ou antes: principalmente da Pátria. Por parte de minha mãe, só resignação.
Uma luta incessante comigo próprio. Autodidacta.
Minha grande aventura: ser pai. Depois, eu casado. Mas casado quando quis. E como quis.
Escrever poemas, o meu refúgio, o meu País também. Uma necessidade angustiosa e urgente de ser cidadão desse País, muitas vezes, altas horas a noite.»

## Prémios e Condecorações
- Prémio Cidade de Lourenço Marques (1959)
- Prémio Reinaldo Ferreira do Centro de Arte e Cultura da Beira (1961)
- Prémio de Ensaio do Centro de Arte e Cultura da Beira (1961)
- Prémio Alexandre Dáskalos da Casa dos Estudantes do Império, Lisboa, Portugal (1962)
- Prémio Nacional de Poesia de Itália (1975)
- Prémio Lotus da Associação de Escritores Afro-Asiáticos (1983)
- Medalha Nachingwea do Governo de Moçambique (1985)
- Medalha de Mérito da Secretaria de Estado da Cultura de São Paulo, Brasil (1987)
- Prémio Camões (1991)[5]
- Comendador da Ordem do Infante D. Henrique de Portugal (21 de Abril de 1997)[6]

## Obras
- Xigubo. Lisboa, Casa dos Estudantes do Império, 1964. 2.ª ed. Maputo, Instituto Nacional do Livro e do Disco, 1980
- Cantico a un dio di Catrame (bilingue português/italiano). Milão, Lerici, 1966 (trad. e prefácio Joyce Lussu)
- Karingana ua karingana. Lourenço Marques, Académica, 1974. 2.ª ed., Maputo, Instituto Nacional do Livro e do Disco, 1982
- Cela 1. Maputo, Instituto Nacional do Livro e do Disco, 1980
- Maria. Lisboa, África Literatura Arte e Cultura, 1988
- Izbranoe. Moscovo, Molodoya Gvardiya, 1984 (em língua russa)
- Hamina e outros contos, 1998
- Maria. Vol.2. Maputo: Ndjira, 1998.
- Poemas da Prisão, Lisboa, Texto Editora, 2004.
- Poemas Eróticos. Moçambique Editora/Texto Editores, 2004 ( edição  póstuma, sob responsabilidade  de Fátima Mendonça).